# Garry Peterson
Garry Denis Peterson (26 de mayo de 1945 en Winnipeg) es un baterista canadiense, reconocido por su trabajo en la banda de rock The Guess Who. Peterson también fue músico de la banda Bachman-Turner Overdrive entre 1984 y 1986 junto a su compañero en The Guess Who, Randy Bachman.

## Biografía
Peterson nació en Winnipeg, Manitoba, y empezó a interesarse por la batería desde que era un niño. Fue uno de los miembros fundadores de la banda de rock The Guess Who a mediados de la década de 1960. Tocó en la agrupación hasta su separación en 1975 y ha participado en las reuniones esporádicas de la banda con los músicos Randy Bachman, Jim Kale y Burton Cummings. Actualmente continúa como miembro oficial de la agrupación junto al bajista Jim Kale.